# Zonites anaphiensis
Zonites anaphiensis é uma espécie de gastrópode da família Zonitidae.
É endémica de Grécia.